# Ptychadena nilotica
Espèce
Synonymes
- Rana nilotica Seetzen, 1855
- Rana venusta Werner, 1908 "1907"

Ptychadena nilotica est une espèce d'amphibiens de la famille des Ptychadenidae.

## Répartition
Cette espèce est endémique du bassin du Nil en Afrique. Elle se rencontre en Égypte, en Ouganda, au Burundi, au Rwanda, au Kenya et en Tanzanie. Sa présence est incertaine en Éthiopie, au Soudan du Sud, au Soudan et en République démocratique du Congo.

## Taxinomie
Cette espèce a été relevée de sa synonymie avec Ptychadena mascareniensis par Dehling et Sinsch en 2013 dans laquelle elle avait été placée par Peters en 1869.

## Étymologie
Cette espèce est nommée en référence au lieu de sa découverte, le bassin du Nil.

## Publication originale
- Seetzen, 1855 : Reisen durch Syrien, Palästina, Phönicien, die Transjordan-Länder, Arabia Petraea und Unter-Aegytpten, vol. 3, p. 1-502 (texte intégral).